# Bibliotheek van het Japanse parlement
De Bibliotheek van het Japanse parlement (国立国会図書館, Kokuritsu Kokkai Toshokan) in Tokio is de nationale bibliotheek van Japan. Hij werd in 1946-1948 gesticht als de onderzoeksbibliotheek van het Japanse parlement.
Formeel is het een agentschap van het Japanse parlement.